# 대한민국 상법 제527조의5
대한민국 상법 제527조이5는 채권자보호절차에 대한 상법 회사법의 조문이다.

## 조문
제527조의5 (채권자보호절차) ① 회사는 제522조의 주주총회의 승인결의가 있은 날부터 2주내에 채권자에 대하여 합병에 이의가 있으면 1월이상의 기간내에 이를 제출할 것을 공고하고 알고 있는 채권자에 대하여는 따로따로 이를 최고하여야 한다.

② 제1항의 규정을 적용함에 있어서 제527조의2 및 제527조의3의 경우에는 이사회의 승인결의를 주주총회의 승인결의로 본다.

③ 제232조제2항 및 제3항의 규정은 제1항 및 제2항의 경우에 이를 준용한다.

第527條의5 (債權者保護節次) ① 會社는 第522條의 株主總會의 承認決議가 있은 날부터 2週내에 債權者에 대하여 合倂에 異議가 있으면 1월이상의 기간내에 이를 제출할 것을 公告하고 알고 있는 債權者에 대하여는 따로따로 이를 催告하여야 한다.

②第1項의 規定을 적용함에 있어서 第527條의2 및 第527條의3의 경우에는 理事會의 承認決議를 株主總會의 承認決議로 본다.

③第232條第2項 및 第3項의 規定은 第1項 및 第2項의 경우에 이를 準用한다.